# Legmoin
Legmoin è un dipartimento del Burkina Faso classificato come comune, situato nella provincia di Noumbiel, facente parte della Regione del Sud-Ovest.
Il dipartimento si compone del capoluogo e di altri 44 villaggi: Bognateon, Bopiel, Dakpolo–Folapouo, Dakpolo–Gompar, Dankana, Dankana–Ipala, Dankana–Nabagone, Dassara, Dazouba, Delouteon, Douotaon, Ferkane, Galire, Kala, Kiriblé, Koulbie, Koule, Kour, Kpadier, Nibieteon, Opor–Badouor, Opor–Kakalapouor, Opor–Seguere, Opor–Tankoli, Ouadiel, Ouelba, Palior, Piri, Pontiel, Silom–Bagone, Silom–Dabori, Silom-Folapouo, Silom-Nabateon, Tiekel, Toupar, Voube-Gompar, Voube-Tanzou, Yapoteon, Zinka-Folapouo, Zinka-Kpoko, Zinka-Tol, Zinsiere, Zinzour e Zinzour-Polo.